# 倫托倫圖內山
15°16′6″S 70°36′52″W / 15.26833°S 70.61444°W
倫托倫圖內山（Luntu Luntuni），是秘魯的山峰，位於該國東南部普諾大區，由蘭帕省的蘭帕區負責管轄，屬於安地斯山脈的一部分，海拔高度4,585米。